# Sant Roman de Lèrps
Saint-Romain-de-Lerps és un municipi francès situat al departament de l'Ardecha i a la regió d'Alvèrnia-Roine-Alps. L'any 2007 tenia 690 habitants.

## Demografia

### Població
El 2007 la població de fet de Saint-Romain-de-Lerps era de 690 persones. Hi havia 261 famílies de les quals 58 eren unipersonals (39 homes vivint sols i 19 dones vivint soles), 82 parelles sense fills, 105 parelles amb fills i 16 famílies monoparentals amb fills.
La població ha evolucionat segons el següent gràfic:
Habitants censats

### Habitatges
El 2007 hi havia 339 habitatges, 268 eren l'habitatge principal de la família, 51 eren segones residències i 20 estaven desocupats. 317 eren cases i 19 eren apartaments. Dels 268 habitatges principals, 206 estaven ocupats pels seus propietaris, 59 estaven llogats i ocupats pels llogaters i 2 estaven cedits a títol gratuït; 3 tenien una cambra, 12 en tenien dues, 33 en tenien tres, 91 en tenien quatre i 130 en tenien cinc o més. 215 habitatges disposaven pel capbaix d'una plaça de pàrquing. A 94 habitatges hi havia un automòbil i a 155 n'hi havia dos o més.

### Piràmide de població
La piràmide de població per edats i sexe el 2009 era:
| Homes | Edats   | Dones |
| ----- | ------- | ----- |
| 0     | 95 o +  | 0     |
| 0     | 90 a 94 | 0     |
| 4     | 85 a 89 | 4     |
| 0     | 80 a 84 | 0     |
| 4     | 75 a 79 | 4     |
| 12    | 70 a 74 | 16    |
| 8     | 65 a 69 | 0     |
| 20    | 60 a 64 | 24    |
| 4     | 55 a 59 | 4     |
| 8     | 50 a 54 | 12    |
| 32    | 45 a 49 | 20    |
| 20    | 40 a 44 | 16    |
| 20    | 35 a 39 | 28    |
| 24    | 30 a 34 | 16    |
| 32    | 25 a 29 | 28    |
| 4     | 20 a 24 | 12    |
| 24    | 15 a 19 | 16    |
| 40    | 10 a 14 | 24    |
| 24    | 5 a 9   | 20    |
| 4     | 0 a 4   | 20    |

## Economia
El 2007 la població en edat de treballar era de 451 persones, 344 eren actives i 107 eren inactives. De les 344 persones actives 323 estaven ocupades (187 homes i 136 dones) i 21 estaven aturades (10 homes i 11 dones). De les 107 persones inactives 36 estaven jubilades, 35 estaven estudiant i 36 estaven classificades com a «altres inactius».

### Ingressos
El 2009 a Saint-Romain-de-Lerps hi havia 286 unitats fiscals que integraven 741 persones, la mediana anual d'ingressos fiscals per persona era de 17.554,5 €.

### Activitats econòmiques
Dels 19 establiments que hi havia el 2007, 2 eren d'empreses alimentàries, 8 d'empreses de construcció, 2 d'empreses d'hostatgeria i restauració, 2 d'empreses immobiliàries i 5 d'empreses de serveis.
Dels 8 establiments de servei als particulars que hi havia el 2009, 4 eren fusteries, 2 electricistes, 1 restaurant i 1 agència immobiliària.
L'únic establiment comercial que hi havia el 2009 era una fleca.
L'any 2000 a Saint-Romain-de-Lerps hi havia 22 explotacions agrícoles que ocupaven un total de 459 hectàrees.

## Equipaments sanitaris i escolars
El 2009 hi havia 2 escoles elementals.

## Poblacions més properes
El següent diagrama mostra les poblacions més properes.